# Alexandr Plocek
Alexandr Plocek  (26. února 1914 v Praze – 29. listopadu 1982) byl významný český houslový virtuos a pedagog. Jeho otcem byl Josef Plocek, vedoucí konstrukční kanceláře jinonické továrny Walter (Walter M 922, Walter P, Walter PN).

## Mládí a studia
Narodil se 26. února 1914 v Jinonicích u Prahy. Jeho otcem byl konstruktér ing. Josef Plocek (5.2.1884-28.8.1957), matkou Antonie (nar. 17.9.1890 v Novém Strašecí). Od roku 1918 měl mladší sestru Olgu.
Prvním jeho učitelem byl účetní firmy Walter p. Černý. Později jeho otec vstoupil do služeb Škodových závodů a přestěhoval se s rodinou do Plzně. Tam Alexandr začal v roce 1924 studovat na klasickém gymnáziu a také se zdokonaloval ve hře na housle u koncertního mistra Antonína Svobody, koncertního mistra operního orchestru v Plzni.
Když jeho otec v roce 1928 přemístil jako "chef" konstrukční kanceláře do automobilky ASAP v Mladé Boleslavi (Továrna na automobily Škodových závodů), Alexandr tam dostudoval a odmaturoval v roce 1931. Téhož roku se přestěhoval se svými rodiči zpět do Prahy, kde zahájil studia na Právnické fakultě Univerzity Karlovy, která zdárně ukončil a dosáhl akademického titulu doktor práv (JUDr).
Od roku 1926 do roku 1931 byl žákem profesora Otakara Ševčíka, za kterým pravidelně dojížděl do Písku. V roce 1931 vstoupil na Mistrovskou školu Pražské konzervatoře jako řádný posluchač do třídy Jaroslava Kociana, kterou absolvoval v roce 1933. Ve studiích pokračoval v letech 1936-1937 u profesora O. Alexaniana na École normale de Musique v Paříži.
S manželkou Vlastou, roz. Šindelkovou (27.3.1921-26.10.2003) měli syna Alexandera. RNDr. Alexander Plocek, CSc. (6.2.1944-14.2.2009) byl botanikem. Plockovi bydleli v Praze na Žižkově, v Baranově ul. 4.

## Činnost

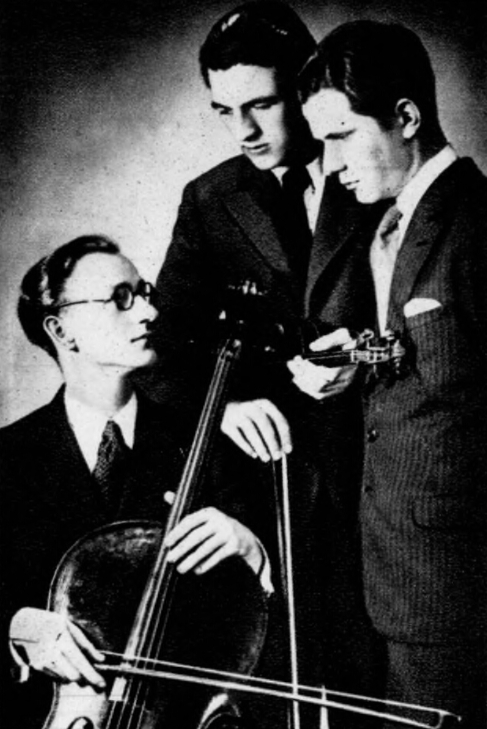
Smetanovo trio 1936 (zleva František Smetana, Alexandr Plocek, Josef Páleníček)

S klavíristou Josefem Páleníčkem a cellistou Františkem Smetanou utvořili v roce 1934 Smetanovo trio. V letech 1937–1942 působil jako koncertní mistr České filharmonie, od roku 1949 byl jejím sólistou. Byl také primáriem významných českých komorních těles Pražského kvarteta (1941–1947) a Českého tria a od roku 1951 spolupracoval se souborem Ars rediviva.
V roce 1946 se stal jedním z prvních profesorů a pozdějším proděkanem hudební fakulty pražské Akademie múzických umění, jeho žákem byl např. Josef Suk mladší. V letech 1948-1952 byl též profesorem na JAMU. Během svých turné v zahraničí (Japonsko, Indie, Jižní Amerika a většina evropských zemí) i jako porotce mezinárodních interpretačních soutěží (J. Thibauda v Paříži, P. I. Čajkovského v Moskvě, G. Enesca v Bukurešti, N. Paganiniho v Janově, Pražské jaro) propagoval zejména českou hudbu 20. století (Bohuslav Martinů, Josef Suk starší, Leoš Janáček).
Za vrcholná díla jeho tvorby je považována interpretace skladeb (s Josefem Páleníčkem):
- Ludwig van Beethoven: Sonáta č. 5 F dur Jarní, Sonáta č. 9 A dur Kreutzerova
- Ludwig van Beethoven: Sonáty pro housle a klavír č. 10 A dur, č. 2 A dur, č. 7 c moll
- Wolfgang Amadeus Mozart: Sonáty pro housle a klavír č, 32, 18, 21
- Ludwig van Beethoven: Sonáty pro housle a klavír
- Bohuslav Martinů – Sonáta pro housle a klavír č. 3, H. 303[7]

Byl nejen vynikajícím sólistou se znalostí řady základních koncertů světové houslové literatury, ale i znamenitým primáriem Českého tria. Systematicky se věnoval interpretaci sonátové hudby, zvláště s Josefem Páleníčkem, s nímž postupně prováděl všechna stěžejní díla tohoto oboru. Plocek byl houslistou velkého formátu, vyrovnaného projevu takřka klasické povahy. Svoji uměleckou dráhu uzavřel v polovině 70. let, kdy onemocněl parkinsonovou chorobou. V roce 1956 byl za své celoživotní dílo vyznamenán Řádem práce. Alexandr Plocek je pohřben v rodinné hrobce na Vyšehradě v oddělení 14 ark, číslo hrobu 21.